# Кур’янович Юрій Володимирович
Ю́рій Володи́мирович Кур'яно́вич (біл. Юрый (Юры) Уладзіміравіч Кур’яновіч, 5 вересня 1968, м. Мінськ) — білоруський письменник, перекладач, художник, історик.

## Життєпис
Навчався в СШ № 17, а пізніше — в 19-й середній школі імені Я. Купали столиці Білорусі. У 1991 р. закінчив Білоруський державний інститут народного господарства (БДІНГ), в 2013 р. — аспірантуру Білоруського державного педагогічного університету імені Максима Танка за спеціальністю «Вітчизняна історія». Член Союза білоруських письменників з 2006 р.

## Творча і професійна діяльність
Дебютував у газеті БДІНГ «Экономіст» в 1986 р., в республіканській пресі — в 1995 р. (газета «Червона зміна»).
В кінці 1990-x рр. на сторінках білоруського друку («Центральна газета», журнали «Неман», «Берізка») вперше розповів про таємничий кам'яний хрест на Борисоглібському кладовищі в Турові (Гомельська область) — одному з відомих сьогодні туристичних і релігійних об'єктів Полісся.
Вперше переклав на білоруську мову твори ряду українських авторів (збірник прози «Цвітуть соняшники», 2012), в тому числі спогади вченого-хіміка, педагога, письменника Петра Франка (1890—1941), якому присвятив окрему книгу «Пятро Франко. Авіятар, хімік, літаратар» («Петро Франко. Авіатор, хімік, літератор», 2019).
Автор збірок прози «Ён і Яна» («Він і Вона», 1996), «Гарадская элегія» («Міська елегія», 2007), науково-популярних книг «Аповеды старасвецкай Лошыцы» («Розповіді старовинної Лошици», 2005), «Беларускі крымінальны вышук» («Білоруський карний розшук», 2018), «Старасвецкая Лошыца» («Старосвітська Лошица», 2018), «Тураў. Старажытны і сучасны» («Турів. Древній і сучасний», 2019) .
Провів 12 персональних персональних виставок живопису (олія, полотно), об'єднаних загальною назвою «Варыяцыі на спрадвечнае» («Варіації на споконвічне»), і ряд фотовиставок («Краявіды беларускай Палесціны» («Пейзажі білоруського Палестини»), «Успаміны дзяцінства» («Спогади дитинства»), «Подых Карпат» («Подих Карпат»)). Картини зберігаються в художній галереї Пуховічського краєзнавчого музею (м. Мар'їна Горка Мінської області), у фондах Львівського національного літературно-меморіального музею Івана Франка, літературно-меморіального музею І. Франка в селі Криворівня (Верховинський р-н, Івано-Франківська область), приватних колекціях.